# Підвищення рівня моря

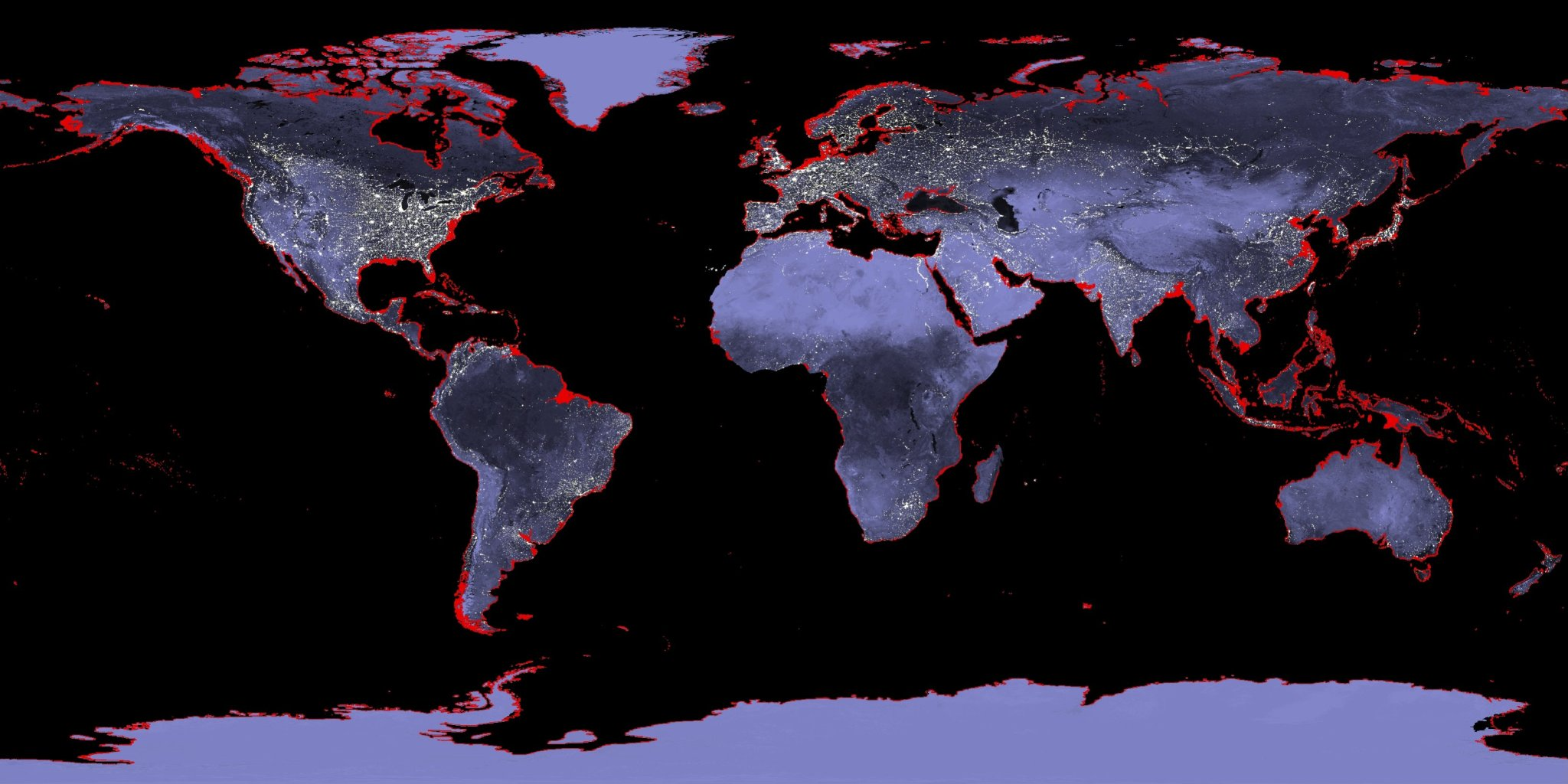
Мапа Землі з підвищеним на шість метрів рівнем моря представлена червоним

Підвищення рівня моря, за оцінками, становить в середньому між +2,6 мм і +2,9 мм на рік ±0,4 мм починаючи з 1993 року. Крім того, підвищення рівня моря прискорилося останніми роками. За період між 1870 і 2004 роками глобальний середній рівень моря, за оцінками, зріс загалом на 195 мм, що становить 1,7 мм ± 0,3 мм на рік, зі значним прискоренням підйому рівня моря 0,013 ± 0,006 мм на рік на рік. Якщо це прискорення буде залишатися постійним, то від 1990 до 2100 підйом рівня моря становитиме від 280 до 340 мм. Ще одне дослідження підрахувало період від 1950 до 2009 року, і виміри показують середнє річне зростання рівня моря на 1,7 ± 0,3 мм на рік, а супутникові дані показують зростання на 3,3 ± 0,4 мм на рік від 1993 до 2009. Підвищення рівня моря є одним з декількох ліній доказів, що підтримують думку науковців щодо нагрівання останнім часом глобального клімату.
2007 року Міжурядова група експертів з питань змін клімату (МГЕЗК) заявила про високу ймовірність того, що спричинене людиною (антропогенне) потепління сприяло підвищенню рівня моря, яке спостерігалося у другій половині 20-го століття. 2013 року у висновку доповіді МГЕЗК (AR5) було сказано: "з високою впевненістю можна стверджувати, що рівень моря підвищився впродовж останніх двох століть, і цілком імовірно, що підняття глобального середнього рівня моря (ГСРМ) від початку 1900-х років прискорилося
Підняття рівня моря може істотно вплинути на населення прибережних і острівних регіонів і природні середовища, такі як морські екосистеми. Очікується, що підвищення рівня моря продовжиться в наступні століття. Через повільну інерцію, довгий час відгуку для частин кліматичної системи, було підраховано, що ми вже зробили внесок у підвищення рівня моря приблизно на 2,3 м на кожен градус Цельсія протягом наступних 2000 років. Було запропоновано, що, крім скорочення викидів CO2, короткостроковими заходами зі скорочення швидкості підвищення рівня моря має бути скорочення викидів таких парникових газів, як метан і твердих частинок, таких як сажа

## Механізм

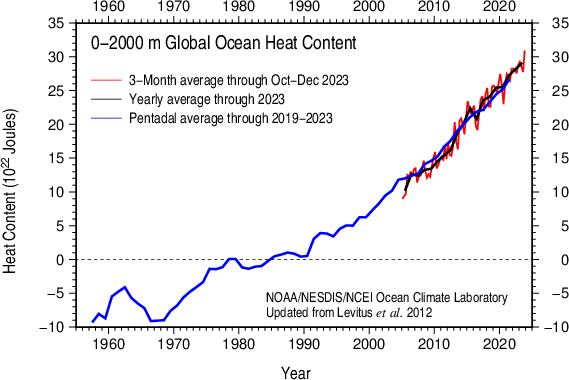
Тепломісткість океану (ОНС), NOAA 2012

Існує два основних механізми, які сприяють спостережуваному підвищенню рівня моря: (1) теплове розширення: морська вода розширюється при нагріванні — у зв'язку зі збільшенням тепломісткості океану і (2) плавлення основних запасів льоду, таких як льодовикові щити і льодовики.
У часових масштабах від століть до тисячоліть танення крижаного покриву може призвести до ще значнішого підвищення рівня моря. Часткова дегляціація з Ґренландського льодовикового щита і, можливо, Західно-Антарктичного льодовикового щита, може сприяти підвищенню рівня моря на 4-6 м або й вище.

## Минулі зміни рівня моря

Порівняння двох реконструкцій рівня моря впродовж останніх 500 млн років. Масштаби змін протягом останнього льодовикового міжльодовикового/переходу позначені чорною смугою. Зверніть увагу, що протягом більшої частини геологічної історії, довготривалий середній рівень моря був значно вищий, ніж теперішній.

Різні чинники впливають на об'єм або масу океану, що призводить до довгострокових змін в евстатичному рівні моря. Два основних впливи: температура (бо густина води залежить від температури), а також маса води замкненої на суходолі та на морі, прісної води в річках, озерах, льодовиках, полярних шапках і морському льодові. Протягом набагато довших геологічних періодів часу зміни у формі океанічних басейнів і в розподілі між сушею і морем впливають на рівень моря. Від часу останнього льодовикового максимуму (близько 20 тис. років тому), рівень моря піднявся більш ніж на 125 м, в середньому 6 мм/ рік, в результаті танення великих льодовикових покривів.
Під час дегляціації між 19000 і 8000 календарними роками тому, рівень моря піднімався з дуже високою швидкістю в результаті швидкого танення Британо-Ірландського моря, Фенноскандії, Лаврентійського, Баренцово-Карського, Патагонського, Іннутіанського льодовикових щитів, а також частини Антарктичного льодового щита. На початку заледеніння, близько 19000 календарних років тому, стисла, не більш як 500-річна, льодовиково-евстатична подія, можливо, призвела до піднімання рівня моря на 10 м з середньою швидкістю близько 20 мм/рік. Впродовж решти раннього голоцену швидкість підйому рівня моря варіювалася від приблизно 6,0 — 9,9 мм/рік до 30 — 60 мм/рік при короткочасних періодах прискореного підйому рівня моря.
Надійні геологічні свідчення, які базуються значною мірою на аналізі deep cores коралових споруд, існують лише для 3 основних періодів прискореного підйому рівня моря, так званих meltwater pulses, під час останньої дегляціації. Це meltwater pulse 1A між близько 14600 і 14300 календарних років тому; meltwater pulse 1B десь між 11400 і 11100 календарних років тому; і meltwater pulse 1С між приблизно 8200 і 7 600 календарних років тому. Meltwater pulse 1A був підняттям на 13,5 м протягом приблизно 290 років з центрами в 14 200 календарних років тому, і meltwater pulse 1B було зростання на 7,5 м над близько 160 років центром в 11000 років календарних років тому. На відміну від них, у період між 14 300 і 11 100 років тому, який включає в себе пізньодріасовий період, був інтервал зменшеного підвищення рівня моря на 6,0 — 9,9 мм/рік. Meltwater pulse 1С мав пік 8000 календарних років тому і призвів до підйому на 6,5 м менш як за 140 років. Такі швидкі темпи підвищення рівня моря протягом meltwater подій явно свідчать про швидку втрату льоду, що пов'язана з руйнуванням льодовикових щитів. Основним джерелом могла були тала вода з льодовикового щита Антарктиди. Інші дослідження показують, що джерело було розташоване в північній півкулі, а саме Лаврентійський льодовиковий щит.
Останнім часом стали широко визнавати, що наприкінці голоцену, від 3000 календарних років тому майже дотепер, рівень моря був майже стабільний, аж поки не розпочалося прискорене піднімання, початок якого відносять по-різному між 1850 і 1900 роками. Пізньоголоценові темпи підвищення рівня моря були оцінені за допомогою доказів з археологічних розкопок і пізньоголоценових припливних болотних відкладень, в поєднанні з даними мареографів і супутниковими даними а також геофізичним моделюванням. Наприклад, ці дослідження включали дослідження римських криниць у Кесарії і римських піскін в Італії. Поєднання цих методів дає середній евстатичний компонент 0,07 мм/рік впродовж останніх 2000 років.
Рівень моря піднявся на 6 см у 19-му столітті і на 19 см у 20 столітті. Доказами цього слугують геологічні спостереження, найдовші інструментальні записи і спостережувана швидкість підйому рівня моря 20-го століття. Наприклад, геологічні спостереження показують, що протягом останніх 2000 років, зміна рівня моря була невеликою, з середньою швидкістю лише 0,0-0,2 мм на рік. Протягом 20-го століття ж вона становить 1,7 ± 0,5 мм на рік.
Черч і Вайт (2006) повідомляють про 0,013 ± 0,006 мм−2 прискорення підйому рівня моря від 1870 року. Ця оцінка являє собою перегляд висновків Третьої оцінкової доповіді МГЕЗК від 2001 року, згідно з якими, вимірювання не виявили жодного значного прискорення в нещодавній швидкості підйому рівня моря.
Баарт та ін. (2012) показують, що важливо взяти до уваги вплив 18,6-річного місячного циклу перед тим, як робити висновок про прискорення підйому рівня моря. На підставі мареографічних даних, темпи глобального зростання середнього рівня моря впродовж 20-го століття перебувають у межах від 0,8 до 3,3 мм/рік, з середньою швидкістю 1,8 мм/рік.
Потепління на 2 градуси Цельсія нагріє Землю вище від рівня Eemian, і наблизить умови до клімату пліоцену, коли рівень моря був більш як на 25 метрів вищий, ніж нинішній. Проте, одне із досліджень стверджує, що рівень моря протягом пліоцену, можливо, лише піднімався на величину від 9 до 13,5 метрів, через більшу стійкість льодових щитів.

## Прогнози

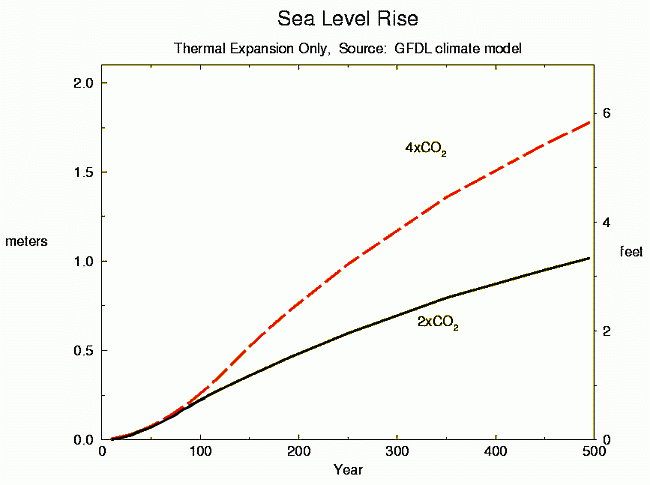
Цей графік показує прогнозовану зміну в глобальному підвищенні рівня моря, якщо рівень вуглекислого газу в атмосфері Землі (CO_{2}) подвоїться або зросте в чотири рази
. Прогноз ґрунтується на декількох багатостоліттєвих інтеграцях глобальної поєднаної моделі океану і атмосфери. Ці прогнози являють собою очікувані зміни внаслідок лише теплового розширення морської води, і не включають в себе ефект танення льодовикових щитів. Якщо взяти до уваги танення льодовикових щитів, то сумарне підвищення може зрости на значно більшу величину.

### 21-е століття
2007 року МГЕЗК підготувала Четверту оцінкову доповідь, в якій взяла до уваги спеціальну доповідь про сценарії викидів (СДСВ). СДСВ розробила сценарії викидів, щоб спрогнозувати наслідки зміни клімату.
Прогнози, які ґрунтуються на цих сценаріях не є передбаченнями, а віддзеркалюють правдоподібні оцінки майбутнього соціального та економічного розвитку (наприклад, економічного зростання, демографічного прогнозу).
Згідно з шістьма «маркерними» сценаріями СДСВ, прогнозований рівень моря підніметься на величину від 18 до 59 см. Їхні прогнози стосувались періоду часу 2090-99, із зростанням рівня відносно середнього рівня моря за період між 1980 і 1999 роками. Ця оцінка не включає всі можливі внески льодовикових щитів.
Джеймс Гансен (2007) передбачає внесок льодовикових щитів 1 см на десятиліття 2005-15, з потенційним десятирічним подвоєнням швидкості підвищення рівня моря, на основі нелінійного відгуку крижаного покриву, а це дасть 5 м у цьому сторіччі.
Дослідження 2008 року показали швидке зниження рівноваги крижаної маси в Гренландії та Антарктиді, і прийшли до висновку, що підвищення рівня моря до 2100 року, ймовірно, буде принаймні, вдвічі більшим, ніж у доповіді МГЕЗК 4, з верхньою межею близько двох метрів.

Згідно з прогнозами Національної дослідницької ради США (НДР) від 2010 року можливе зростання рівня моря протягом 21 століття перебуватиме в межах між 56 і 200 см. НДР характеризує прогнози МГЕЗК словом «консервативні».
У 2011 році Ерік Ріньйот та інші спрогнозували зростання на 32 см до 2050 року. Вони взяли до уваги підвищені внески від льодовикових щитів Гренландії та Антарктики. Використання двох зовсім різних підходів підкріпило прогноз Ріньйота
У своїй П'ятій оцінковій доповіді (2013) МГЕЗК виявили, що недавні спостереження глобального зростання середнього рівня моря на віличину 3,2 [2,8 до 3,6] мм на рік відповідають сумі внесків від спостережуваного розширення теплового океану у зв'язку з підвищенням температури (1,1 [0,8 до 1,4] мм на рік, танення льодовиків (0,76 [0,39 до 1,13] мм на рік), танення Гренландського льодовикового щита (0,33 [0,25 0,41] мм на рік), та Антарктичного льодовикового щита (0.27 [0.16 до 0,38] мм на рік), а також змінам у зберіганні материкових вод (0,38 [0,26 0,49] мм на рік). У доповіді також зроблено висновок, що якщо викиди продовжуватимуть збільшуватися згідно з найгіршими сценаріями МГЕЗК, то глобальний середній рівень моря може піднятися майже на 1 м до 2100 (0.52-0.98 м від базового 1986—2005 років). Якщо викиди узгоджуватимуться зі сценарієм низьких викидів, то глобальний середній рівень моря, за прогнозами, виросте на 0.28-0.6 м до 2100 (порівняно з базовим 1986—2005).

### Після 2100
Існує загальний консенсус, що значне довгострокове підвищення рівня моря триватиме впродовж багатьох сторіч. За оцінками доповіді МГЕЗК 4, відбудеться принаймні часткове танення льодовиків Ґренландського льодовикового щита, і, можливо, Західно-Антарктичного льодовикового щита, якщо збудуться пронози щодо глобального підвищення температури на 1-4 °С (відносно температур 1990—2000 років). Цій оцінці дають приблизно 50-відсоткові шансів бути правильною. Оцінкова шкала часу становить від кількох століть до тисячоліття і дає підвищення рівня моря на 4-6 м за цей період.